# Wahlkampagnen während des Verfassungsreferendums in der Türkei 2017

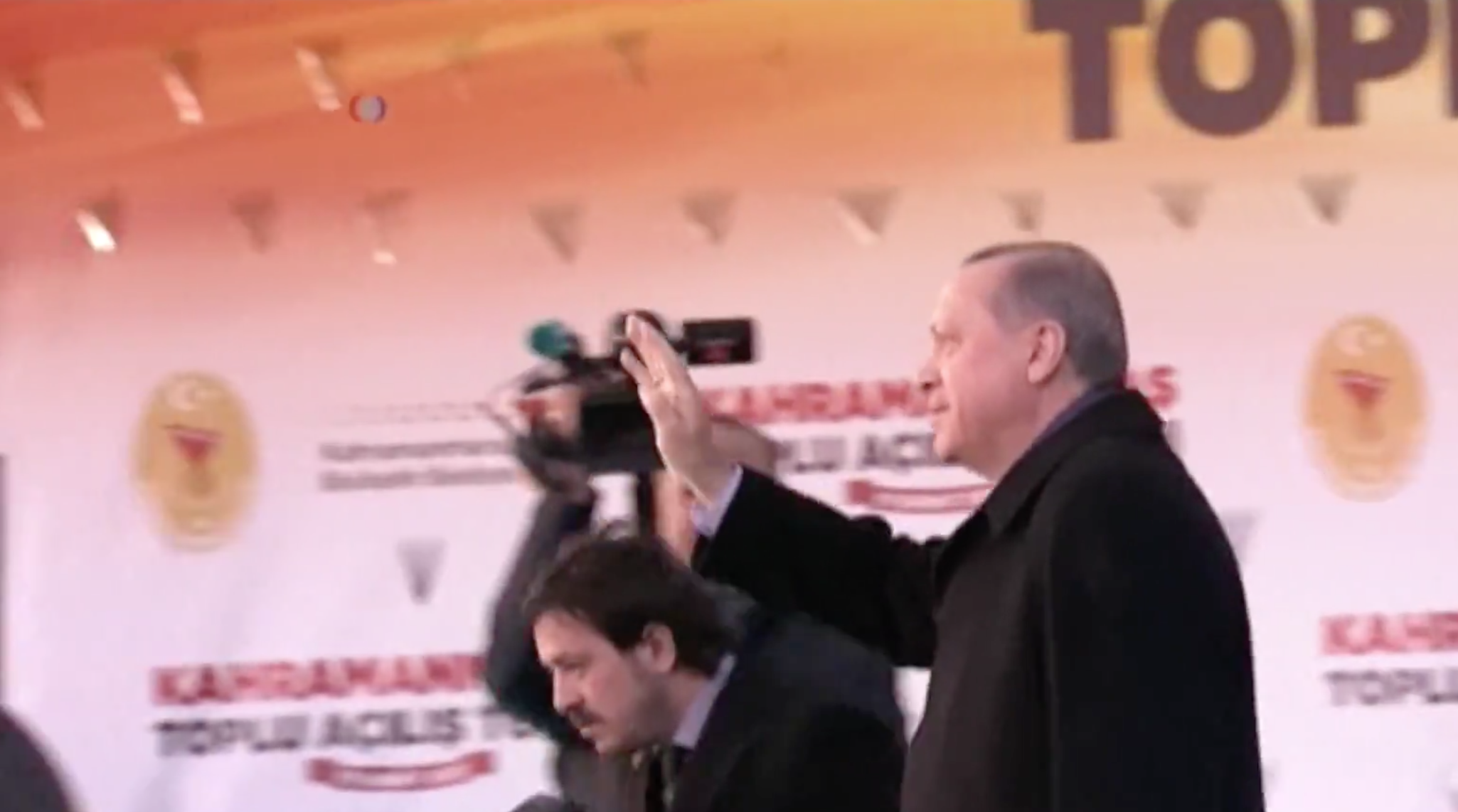
Präsident Recep Tayyip Erdoğan bei einer „Ja“-Wahlkampfauftritt in Kahramanmaraş (Türkei) am 17. Februar 2017

Während des Verfassungsreferendums in der Türkei im April 2017 gab es viele Kampagnen sowie Auftritte in der Türkei. Im Ausland wurden nur wenige Kampagnen und Auftritte erlaubt, während viele untersagt wurden.

## Wahlkampagnen

### Haltung der Parteien
| Haltung der Parteien zur Volksabstimmung | Haltung der Parteien zur Volksabstimmung | Haltung der Parteien zur Volksabstimmung | Haltung der Parteien zur Volksabstimmung | Haltung der Parteien zur Volksabstimmung | Haltung der Parteien zur Volksabstimmung |
| Wahl                                     | Partei                                   | Partei                                   | Partei                                   | Vorsitz                                  | Ausrichtung                              |
| ---------------------------------------- | ---------------------------------------- | ---------------------------------------- | ---------------------------------------- | ---------------------------------------- | ---------------------------------------- |
| Ja                                       |                                          | AKP                                      | Partei für Gerechtigkeit und Aufschwung  | Binali Yıldırım                          | islamisch-konservativ, neoosmanisch      |
| Ja                                       |                                          | MHP (z. T.)                              | Partei der Nationalistischen Bewegung    | Devlet Bahçeli                           | rechtsextremistisch, nationalistisch     |
| Ja                                       |                                          | BBP (z. T.)                              | Partei der Großen Einheit                | Mustafa Destici                          | rechtsextremistisch, islamistisch        |
| Ja                                       |                                          | HÜDA PAR                                 | Partei der Freien Sache                  | Zekeriya Yapıcıoğlu                      | islamistisch, pro-kurdisch               |
| Nein                                     |                                          | CHP                                      | Republikanische Volkspartei              | Kemal Kılıçdaroğlu                       | kemalistisch, sozialdemokratisch         |
| Nein                                     |                                          | MHP (z. T.)                              | Partei der Nationalistischen Bewegung    | Devlet Bahçeli                           | rechtsextremistisch, nationalistisch     |
| Nein                                     |                                          | HDP                                      | Demokratische Partei der Völker          | Selahattin Demirtaş / Figen Yüksekdağ    | demokratisch-sozialistisch, pro-kurdisch |
| Nein                                     |                                          | SAADET                                   | Glückseligkeitspartei                    | Temel Karamollaoğlu                      | islamistisch, konservativ                |
| Nein                                     |                                          | BBP (z. T.)                              | Partei der Großen Einheit                | Mustafa Destici                          | rechtsextremistisch, islamistisch        |
| Nein                                     |                                          | Vatan                                    | Vaterlandspartei                         | Doğu Perinçek                            | linksnationalistisch, kemalistisch       |
| Nein                                     |                                          | HAK-PAR                                  | Partei für Recht und Freiheiten          | Refik Karakoç                            | pro-kurdisch                             |
| Nein                                     |                                          | HKP                                      | Volksbefreiungspartei                    | Nurullah Ankut                           | kommunistisch                            |
| Nein                                     |                                          | DP                                       | Demokratische Partei                     | Gültekin Uysal                           | konservativ, wirtschaftsliberal          |
| Nein                                     |                                          | TKP                                      | Kommunistische Partei                    | kollektive Führerschaft                  | kommunistisch                            |
| Nein                                     |                                          | DSP                                      | Demokratische Linkspartei                | Önder Aksakal                            | sozialdemokratisch, kemalistisch         |
| Nein                                     |                                          | LDP                                      | Liberaldemokratische Partei              | Gültekin Tırpancı                        | liberal                                  |
| Nein                                     |                                          | Millet                                   | Nationspartei                            | Aykut Edibali                            | nationalistisch                          |
| Nein                                     |                                          | Yeşil Sol                                | Grüne Linkspartei                        | Eylem Tuncaelli / Naci Sönmez            | grün                                     |
| Nein                                     |                                          | HEPAR                                    | Partei für Recht und Gleichheit          | Yücel Savaş                              | nationalistisch                          |
| Nein                                     |                                          | ÖDP                                      | Partei der Freiheit und Solidarität      | kollektive Führerschaft                  | sozialistisch                            |
| Nein                                     |                                          | EMEP                                     | Partei der Arbeit                        | Selma Gürkan                             | kommunistisch                            |
| Nein                                     |                                          | ANAP                                     | Mutterlandspartei                        | İbrahim Çelebi                           | konservativ, wirtschaftsliberal          |
| Nein                                     |                                          | SEP                                      | Sozialistische Arbeiterpartei            | Güneş Gümüş                              | marxistisch                              |
| Nein                                     |                                          | DBP                                      | Demokratische Partei der Regionen        | Emine Ayna                               | pro-kurdisch                             |
| Nein                                     |                                          | e-Parti                                  | Partei der Elektronischen Demokratie     | Emrehan Halıcı                           | Einzweckpartei, „Direkte Demokratie“     |
| Nein                                     |                                          | DYP                                      | Partei des Rechten Weges                 | Çetin Özaçıkgöz                          | konservativ                              |
| Neutral                                  |                                          | BTP                                      | Partei der unabhängigen Türkei           | Haydar Baş                               | nationalistisch, kemalistisch            |

### „Ja“-Kampagnen

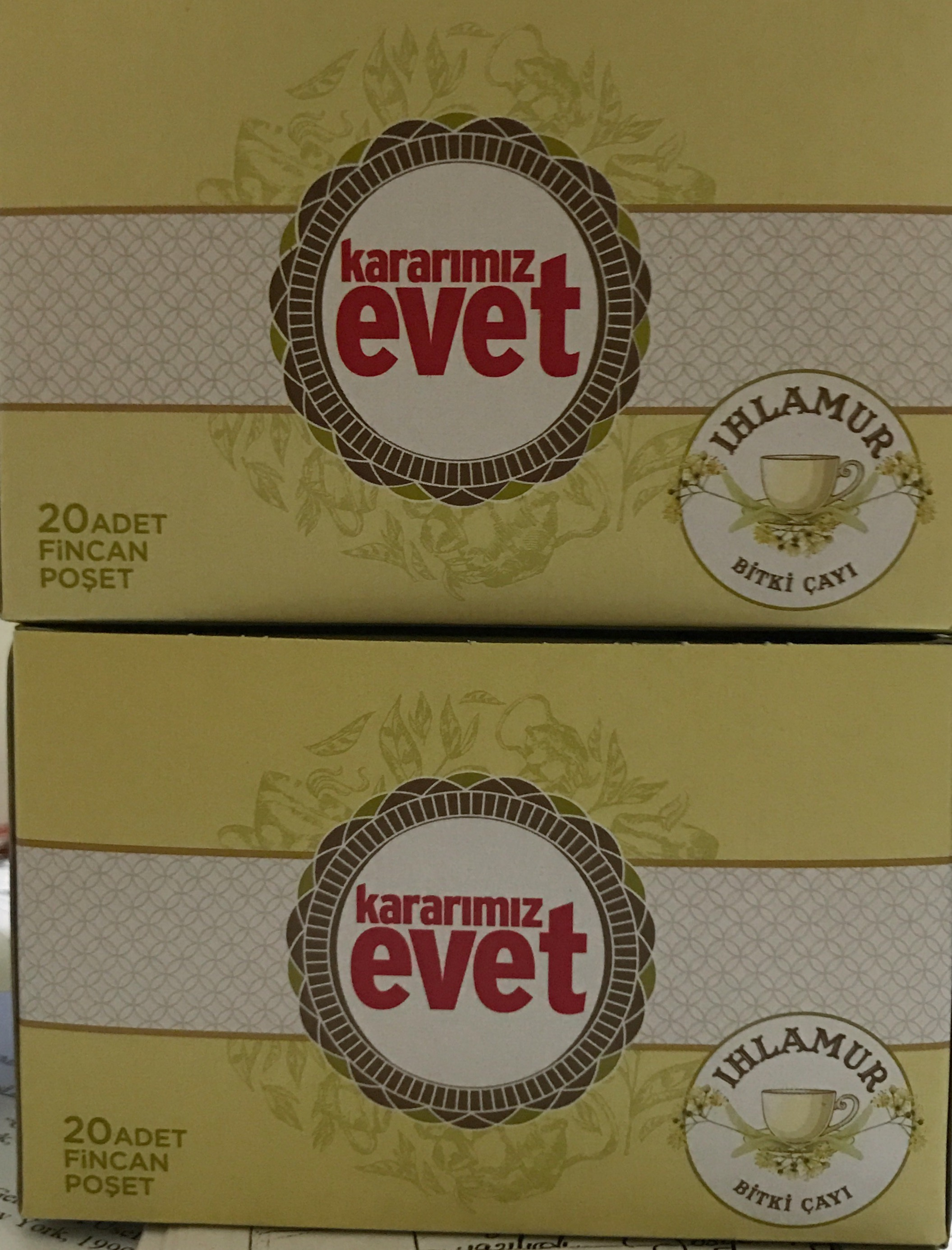
Lindentee für ein „Ja“

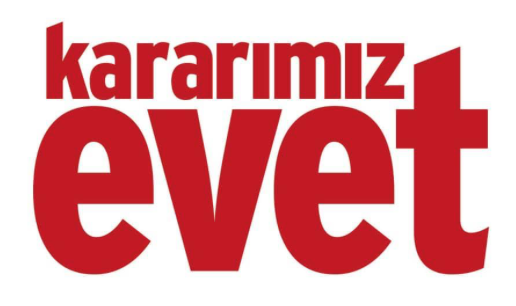
Kampagne-Logo und -Slogan „Unsere Entscheidung ist Ja“ von der Partei für Gerechtigkeit und Entwicklung (AKP) und der Partei der Nationalistischen Bewegung (MHP).

Die regierende Partei für Gerechtigkeit und Entwicklung (AKP) trat fast geschlossen für eine Verfassungsänderung auf, jedoch gab es auch hier Stimmen, die sich (leise) gegen Erdoğans Pläne erhoben. Zwei prominente davon waren der vorige Präsident Abdullah Gül und der vorige Ministerpräsident Ahmet Davutoğlu. Diese beiden engen Parteifreunde von Erdoğan hielten sich im gesamten Wahlkampf zurück, was von Beobachtern als leises „Nein“ zu werten war. Davutoğlu war im Vorfeld (22. Mai 2016/Sonderparteitag) als Parteichef zurückgetreten, was als verlorener Machtkampf gegen Erdoğan und seine Pläne galt.
Die rechtsextreme Partei der Nationalistischen Bewegung (MHP), welche die Abstimmung überhaupt möglich gemacht hatte, war tief zerrissen. Parteichef Bahçeli, der sich zuvor als starke Opposition zu Erdoğan verstand, und sein Anhang warben für ein „Ja“, dies traf jedoch in der Parteibasis mit Dauer des Wahlkampfes auf immer weniger Begeisterung. So wurden auch ranghohe Parteimitglieder im Wahlkampf aus der Partei ausgeschlossen, weil sie sich gegen Bahceli stellten. Die Wähler der MHP waren Umfragen zufolge mit ungefähr 70 Prozent mehrheitlich gegen eine Änderung der Verfassung.

### „Nein“-Kampagnen

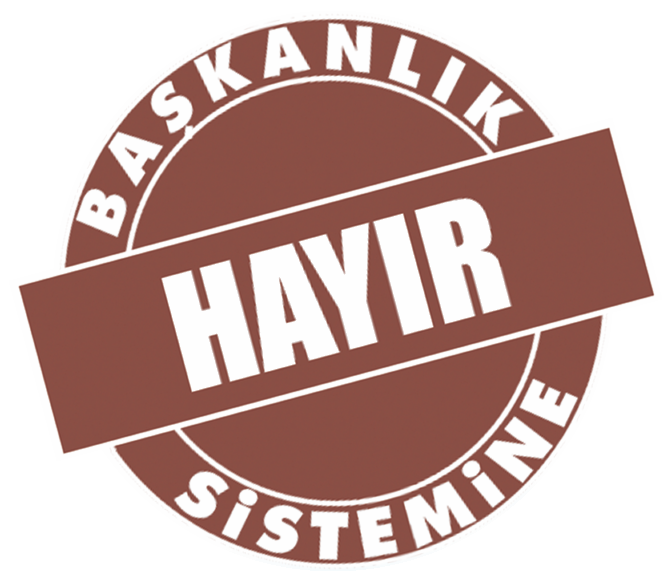
Kampagneslogan und -logo „Nein zum Präsidialsystem“

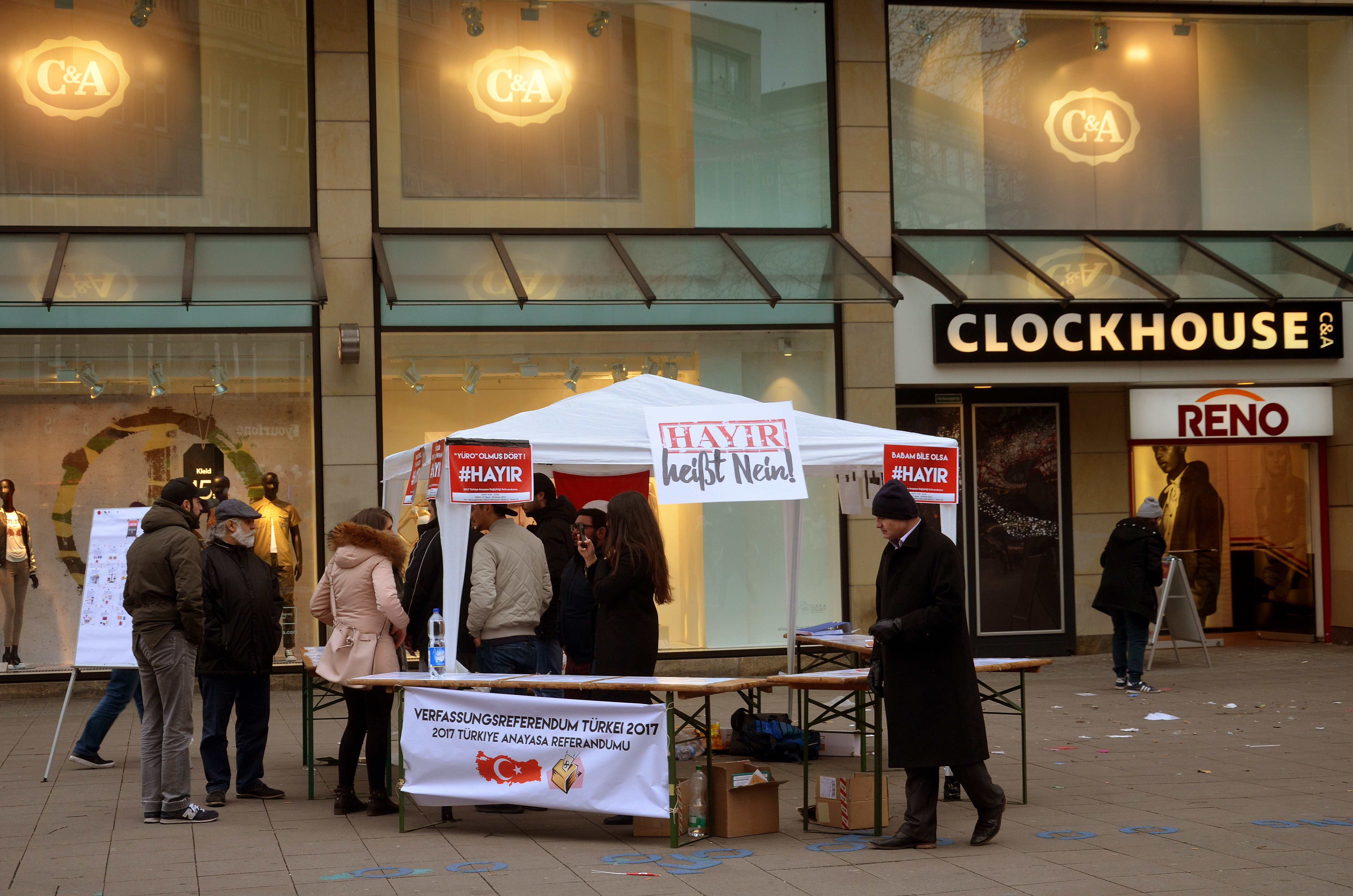
„Nein“-Kampagnestand in Hannover.

Die beiden Oppositionsparteien, die sich geschlossen gegen Erdoğan und seine Pläne zur türkischen Verfassungsreform stellten, waren die Republikanische Volkspartei (CHP) und die Demokratische Partei der Völker (HDP). Dies betraf sowohl die Politiker, als auch die Wähler. Viele ranghohe Parteimitglieder warben in der gesamten Türkei für ein „Nein“. Jedoch wurde immer wieder von Gegnern auch mit Gewalt versucht, diese Bemühungen zu unterdrücken. Die türkische Polizei war hier zum Teil ebenfalls involviert.
Im April 2017 berichteten Wahlkampfbeobachter der OSZE aus der Türkei, dass das Nein-Lager teilweise medial und politisch eingeschüchtert sowie behindert werde, wodurch ein adäquater Wahlkampf der Nein-Kampagne erschwert worden sei. Zudem waren zahlreiche Oppositionspolitiker und neutrale oder gegen die türkische Regierung argumentierende Journalisten inhaftiert. In den ersten drei Wochen des März gaben 17 Fernsehsender (darunter der staatliche TRT) der AKP und dem Präsidialamt 470 Stunden Sendezeit, der größten Oppositionspartei CHP jedoch nur 45 und der HDP sogar 0 (Statistik durch den obersten Radio- und Rundfunkrat der Türkei). Auch die Daten der Nachrichtensendungen vom 1. bis 10. März zeigen einen großen Unterschied zwischen den Lagern und der Berichterstattung: So wurden den Vertretern des Präsidialamtes und der AKP 136 Stunden, der CHP 17 Stunden und der HDP 33 Minuten Sendezeit zugeteilt. CHP-Chef Kemal Kılıçdaroğlu sprach diese Bedingungen bei einem Interview mit dem staatlichen Sender TRT an und beklagte vor allem die Situation der TRT und deren Nähe zu Erdoğan. Dies fand in der Türkei großen Anklang und hatte zur Folge, dass vier Tage später die HDP (vertreten durch Osman Baydemir) ein neunminütiges Statement zum Referendum im Staatsfernsehen abgeben durfte.

## Wahlkampfauftritte
Neben den etwa 55 Millionen Stimmberechtigten in der Türkei waren rund 3 Millionen in über 50 Ländern lebende Staatsbürger zur Teilnahme an der Volksabstimmung aufgerufen (vgl. auch Auslandsstimmen bei der Präsidentschaftswahl 2014). Eine Beteiligung mittels Briefwahl war im türkischen Wahlrecht nicht vorgesehen. Die etwa 1,4 Millionen in Deutschland lebenden Türken, die in das Wählerverzeichnis eingetragen waren, konnten (wie am 15. März 2017 von der Bundesregierung offiziell bestätigt wurde) zwischen dem 27. März und dem 9. April 2017 in den 13 konsularischen Vertretungen der Türkei in Deutschland abstimmen.
Für Abstimmungen im Zusammenhang mit Verfassungsreferenden galten die Bestimmungen des Gesetzes Nr. 3376 und des allgemeinen Wahlgesetzes (Gesetz Nr. 298). Art. 50 Abs. 1 des Gesetzes Nr. 298 untersagt Wahlpropaganda (seçim propagandası) unter anderem auf allgemeinen Straßen sowie in Bethäusern und Dienstgebäuden. Darüber hinaus durfte nach Art. 94/A Abs. 5 des Gesetzes Nr. 298 im Ausland sowie in Auslandsvertretungen und nach Art. 94/E Abs. 6 des Gesetzes Nr. 298 an Grenzübergängen keine Wahlpropaganda betrieben werden. Sowohl Art. 94/A als auch Art. 94/E des Gesetzes Nr. 298 wurden 2008 eingefügt.
Kontroverse Debatten um Wahlkampfauftritte türkischer Politiker gab es in mehreren europäischen Staaten.

### Dänemark
Die dänische Regierung sagte am 12. März 2017 ein geplantes Treffen im eigenen Land vorerst ab, das mit dem türkischen Außenminister Mevlüt Çavuşoğlu für den 19. und 20. März 2017 geplant war. Hierbei wären auch türkische Einwohner zugegen gewesen.

### Deutschland

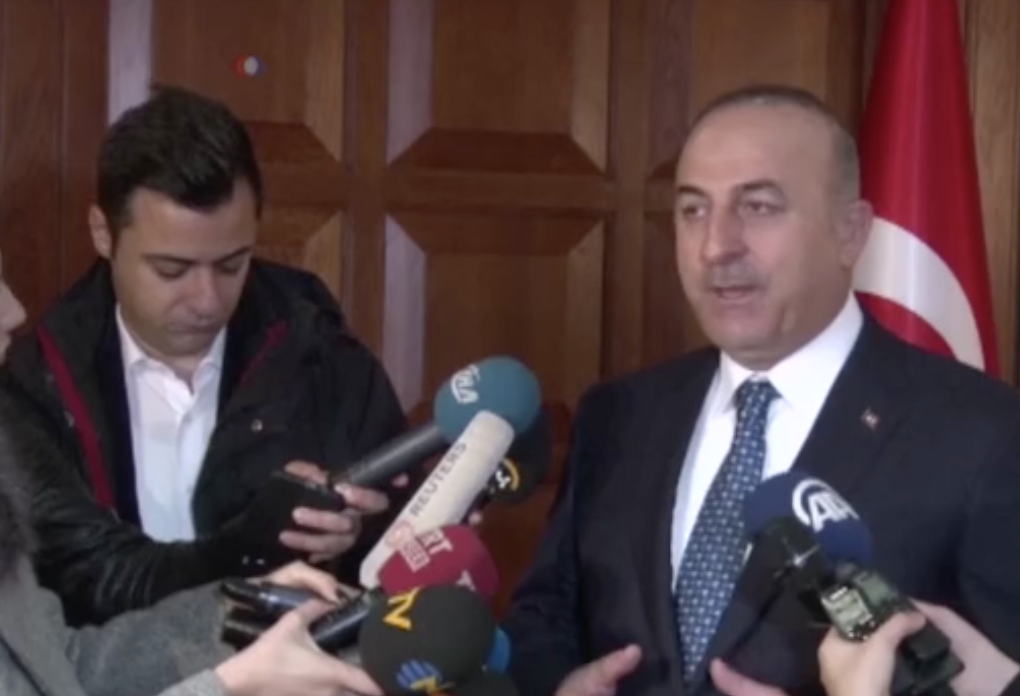
Außenminister Cavusoglu kritisiert die Absagen und Verbote für die Wahlkampfauftritte in Deutschland.

Während der damalige türkische Ministerpräsident Recep Tayyip Erdoğan in Köln für die Volksabstimmung von 2010 trotz Kritik in seinem Sinne werben konnte, waren türkische Wahlkampfveranstaltungen 2017 hochumstritten und meist unerwünscht.
In Zusammenhang mit dem abgesagten Auftritt des türkischen Justizministers Bekir Bozdağ ging eine Bombendrohung gegen das Rathaus von Gaggenau ein, nachdem von Vertretern mehrerer Parteien, beispielsweise Julia Klöckner (CDU), Wolfgang Bosbach (CDU), Jürgen Hardt (CDU), Andreas Scheuer (CSU), Bernd Riexinger (Die Linke), Christian Lindner (FDP) und Alexander Gauland (AfD) Forderungen nach einem Verbot durch die Bundesregierung laut geworden waren.
Am 8. März 2017 wurde in Hamburg der geplante Auftritt des türkischen Außenministers Mevlüt Çavuşoğlu an zwei Standorten aus Sicherheitsgründen abgesagt. Der Außenminister sprach daraufhin vom Balkon des Generalkonsulats in Hamburg-Uhlenhorst zu etwa 350 Besuchern, begleitet von 250 Gegendemonstranten und 850 Einsatzkräften.

#### Haltung von Bundesregierung und einzelnen Politikern
Die Verwaltungen mehrerer Gemeinden untersagten einige geplante Wahlkampfauftritte aufgrund von Sicherheitsbedenken (z. B. nicht gewährleisteter Brandschutz), was von Teilen der Befürworter des Referendums jedoch als Vorwand interpretiert wurde.
Bundeskanzlerin Angela Merkel machte deutlich, dass die Entscheidung bei den zuständigen Kommunen liege und keine Einschränkung der Meinungsfreiheit bedeute.
Einige deutsche Kommentatoren interpretierten Merkels Standpunkt als Schwäche.
Bundespolitiker der Union, der SPD (darunter Justizminister Heiko Maas und SPD-Fraktionsvorsitzender Thomas Oppermann) und der Grünen (darunter Claudia Roth) sowie u. a. der CDU-Europapolitiker Elmar Brok teilten Merkels Linie; sie sprachen sich gegen eine Verbotspolitik aus und erwähnten das Grundrecht der Meinungsfreiheit.  Der CSU-Innenexperte Hans-Peter Uhl forderte ein Redeverbot für türkische Regierungsmitglieder und begründete dieses damit, dass es darum gehe, klarzumachen, „dass wir diesen Weg, den die Türkei jetzt geht, in Deutschland missbilligen und in keinem Fall unterstützen“. Kanzleramtsminister Peter Altmaier (CDU) betonte Mitte März: „Dass die Bundesregierung bisher nicht ihre völkerrechtlichen Möglichkeiten ausgeschöpft hat, ist keine Freikarte für die Zukunft“, ein Einreiseverbot sei jedoch das letzte Mittel. Am 18. Februar 2017 trat der türkische Ministerpräsidenten Yıldırım in der Arena Oberhausen als Redner auf; Veranstalter war die regierungsnahe Union Europäisch-Türkischer Demokraten (UETD).
Die Gegeninitiative lud türkische Oppositionspolitiker zu ihren Veranstaltungen ein.

#### Reaktionen von Landespolitikern
Es blieb bei „Phantomverboten“ und Drohungen, die von den Ministerpräsidenten des Saarlandes und Sachsen-Anhalts verlautbart wurden, um öffentliche Auftritte türkischer Wahlkämpfer zu verbieten, obwohl in keinem der beiden Bundesländer Veranstaltungen oder Auftritte türkischer Redner geplant waren. Die sich im Wahlkampf befindende Ministerpräsidentin des Saarlandes, Annegret Kramp-Karrenbauer (CDU), ließ verlauten, sie werde „alle Möglichkeiten ergreifen, solche Auftritte auf saarländischem Boden zu verbieten“. Der sachsen-anhaltische Ministerpräsident Reiner Haseloff (CDU) erklärte Präsident Erdoğan zur unerwünschten Person in seinem Bundesland.

#### Urteil des Bundesverfassungsgerichtes
Von verschiedenen Seiten wurde die Frage aufgeworfen, ob Angehörigen der aktuellen türkischen Regierung resp. ausländischen Repräsentanten jeglicher Staatsangehörigkeit und jeglichen Ranges nach den rechtlichen Möglichkeiten Wahlkampfauftritte unter Beibehaltung demokratischer Standards in Deutschland verboten werden können. Laut Bundesverfassungsgericht (Beschluss vom 8. März 2017) kann nach einer abgewiesenen Verfassungsbeschwerde ein solches Verbot durch die Bundesregierung erwirkt werden: 

„Zwar haben Staatsoberhäupter und Mitglieder ausländischer Regierungen weder vom Grundgesetz noch nach einer allgemeinen Regel des Völkerrechts einen Anspruch auf Einreise in das Bundesgebiet und die Ausübung amtlicher Funktionen in Deutschland. Hierzu bedarf es der Zustimmung der Bundesregierung, in deren Zuständigkeit für auswärtige Angelegenheiten eine solche Entscheidung fällt. Soweit ausländische Staatsoberhäupter oder Mitglieder ausländischer Regierungen in amtlicher Eigenschaft und unter Inanspruchnahme ihrer Amtsautorität in Deutschland auftreten, können sie sich nicht auf Grundrechte berufen. Denn bei einer Versagung der Zustimmung würde es sich nicht um eine Entscheidung eines deutschen Hoheitsträgers gegenüber einem ausländischen Bürger handeln, sondern um eine Entscheidung im Bereich der Außenpolitik, bei der sich die deutsche und die türkische Regierung auf der Grundlage des Prinzips der souveränen Gleichheit der Staaten begegnen.“

#### Haltung der türkischen Regierung
Im Gegenzug verbittet sich die Türkische Republik seither ausländische Wahlkampfveranstaltungen auf türkischem Boden jedweder Art. Ein Verbot für ausländische Politiker, in der Türkei aufzutreten, gibt es zwar nicht. Indirekt kam die Regierung der Türkei damit den Worten Cem Özdemirs (Grüne) nach, der „gleiches Recht für alle“ einforderte.
Die türkische Regierungspartei AKP beschloss am 16. April, Wahlkampfveranstaltungen und jedwede Informationsveranstaltung in Deutschland zu unterlassen. Staatspräsident Erdoğan war bei dieser Entscheidung nicht direkt beteiligt; er darf als Staatsoberhaupt kein Mitglied einer politischen Partei sein.
Bozdağ kritisierte die Absage seines Auftritts in Gaggenau Anfang März 2017 scharf: „Das Vorgehen gegen uns ist ein faschistisches Vorgehen und eines, das demokratische Werte verletzt. Es tritt die deutsche Verfassung und die Menschenrechtsverträge, an die Deutschland gebunden ist, mit Füßen.“ Noch weiter ging Präsident Erdoğan selbst, der in einer in Istanbul gehaltenen Rede vor dem regierungsnahen Frauenverband Kadem von „Nazi-Praktiken“ sprach und an die deutschen Verantwortungsträger gewandt ausrief: „Eure Praktiken machen keinen Unterschied zu den Nazi-Praktiken der Vergangenheit.“ Deutschland habe nichts mit Demokratie zu tun. Dies wurde in der deutschen Öffentlichkeit und Politik als inakzeptabel zurückgewiesen, noch dazu gegenüber einem NATO-Partner. Verteidigungsministerin Ursula von der Leyen äußerte, man solle „mit kühlem Kopf Redefreiheit nach Recht und Gesetz gewähren“. Dieses Recht könnten aber „einige türkische Politiker“ mit solchen Vergleichen verwirken. Mitte März wiederholte Erdoğan seine Äußerung, diesmal persönlich an die Bundeskanzlerin gewandt. Sie verwies unter anderem auf eine Verbalnote, in der die Bundesregierung unmissverständlich mitgeteilt habe, dass Auftritte türkischer Politiker in Deutschland nur stattfinden könnten, wenn sie auf der Grundlage der Prinzipien des Grundgesetzes erfolgen. Andernfalls behalte sich die Bundesregierung vor, alle notwendigen Maßnahmen zu ergreifen, einschließlich einer Überprüfung der mit dieser Note erteilten Genehmigung. Die UETD sagte am 21. März 2017 bis zur Volksabstimmung alle Veranstaltungen mit Ministerbeteiligungen in Deutschland ab.

### Frankreich

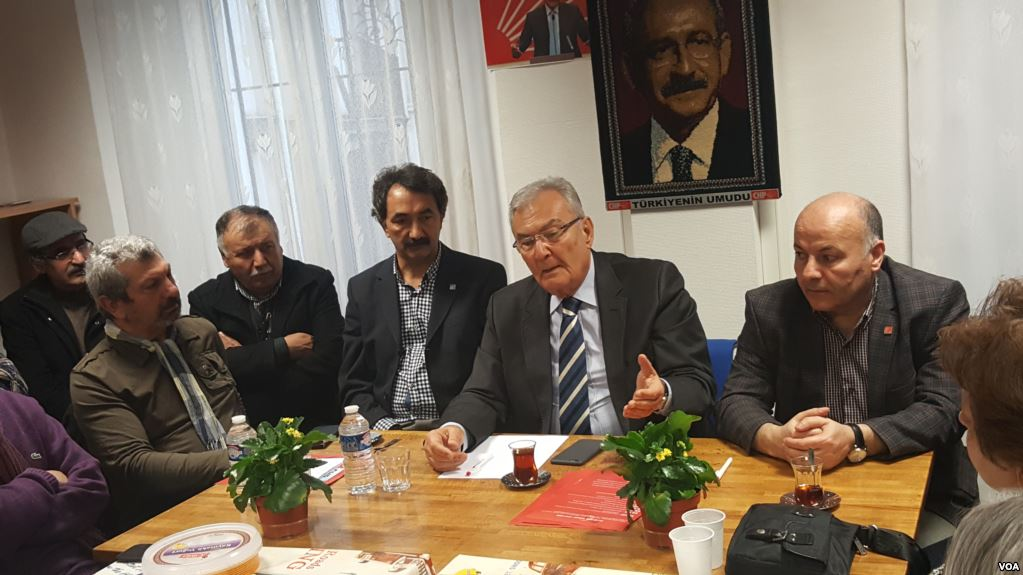
„Nein“-Auftrittstour von Deniz Baykal in Frankreich

Der türkische Außenminister Mevlüt Çavuşoğlu absolvierte nach der Verweigerung der Landeerlaubnis in den Niederlanden am 11. März 2017 einen Auftritt bei einem Treffen der Union Europäisch-Türkischer Demokraten in Metz, der anders als in den Niederlanden von den zuständigen französischen Behörden genehmigt wurde. Vor 800 Teilnehmern bezeichnete er dort die Niederlande als „Hauptstadt des Faschismus“.

### Niederlande

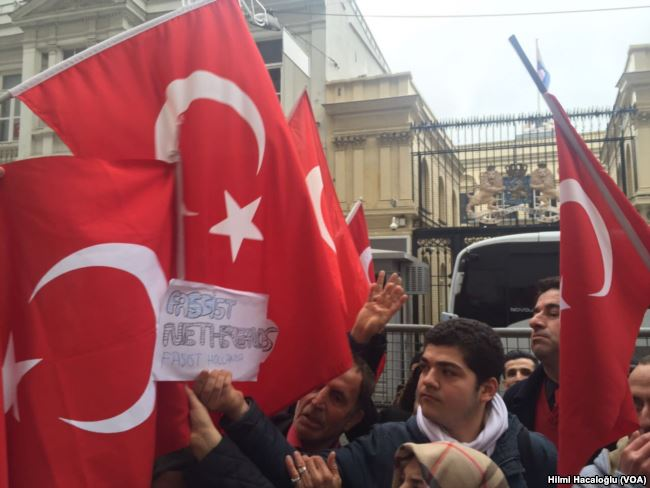
Proteste von Türken vor dem niederländischen Konsulat in Istanbul

Im März 2017 – im Vorfeld der niederländischen Parlamentswahl am 15. März 2017 – erklärte der niederländische Ministerpräsident Mark Rutte gegenüber der türkischen Regierung, dass Auftritte zur Volksabstimmung über die Verfassung der Türkei in den Niederlanden unerwünscht seien und dass der öffentliche Raum generell kein Ort für den Wahlkampf anderer Länder sei.

#### Rotterdamer Auftrittskrise vom 11. März

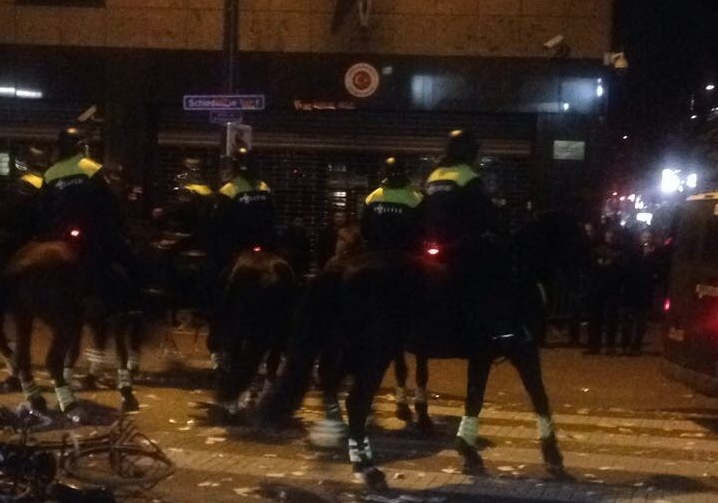
Berittene Polizei vor dem türkischen Konsulat in Rotterdam während des Protests

Nach Drohungen wurde dem türkischen Außenminister Mevlüt Çavuşoğlu die Landeerlaubnis in den Niederlanden entzogen.
Als am selben Tag die türkische Familienministerin Fatma Betül Sayan Kaya von Düsseldorf nach Rotterdam fuhr, stoppte die Polizei den Dienstwagen und eskortierte ihn bis zur deutsch-niederländischen Grenze, von wo sie als „unerwünschte Ausländerin“ eingereist war. Der Ministerin war der Zugang zum türkischen Konsulat wegen des angekündigten, aber offiziell untersagten Wahlkampfes verwehrt worden.
Das türkische Außenministerium bestellte daraufhin den niederländischen Geschäftsträger in Ankara ein und teilte ihm mit, dass eine Rückkehr des niederländischen Botschafters, der sich zu dieser Zeit nicht in der Türkei aufhielt, unerwünscht sei. Kurz darauf wurden die diplomatischen Vertretungen der Niederlande in der Türkei abgeriegelt.
Der türkische Staatspräsident Recep Tayyip Erdoğan bezeichnete die niederländische Regierung und deren Bevölkerung aufgrund deren Verhaltens als Nationalsozialisten und Faschisten und drohte mit weitreichenden politischen Konsequenzen auf allen Feldern der Beziehungen wie Landeverboten für niederländische Flugzeuge in der Türkei. Sowohl die Beschimpfungen als auch die Drohpolitik wurden von Ministerpräsident Rutte zurückgewiesen. Die Äußerungen Erdoğans seien „unangebracht“ und „verrückt“.

### Österreich
Österreichs Bundeskanzler Christian Kern sprach sich am 5. März 2017 für ein EU-weites Verbot von Wahlkampfauftritten türkischer Politiker aus. Er erklärte: „Eine gemeinsame Vorgehensweise der EU, um solche Wahlkampfauftritte zu verhindern, wäre sinnvoll. Damit nicht einzelne Länder wie Deutschland, in denen Auftritte untersagt werden, unter Druck der Türkei geraten.“ Kern kritisierte bezüglich der geplanten Verfassungsänderung, dass „die Einführung eines Präsidialsystems den Rechtsstaat in der Türkei noch weiter schwächen, die Gewaltenteilung einschränken und den Werten der Europäischen Union widersprechen würden“. Dagegen argumentierten Repräsentanten der türkischen Regierung und der AKP, wie der AKP-Politiker Mustafa Yeneroğlu.

### Schweden
Ein für den 12. März 2017 geplanter Auftritt des AKP-Vizevorsitzenden Mehdi Eker in Stockholm wurde abgesagt. Der Mietvertrag des Konferenzsaals war storniert worden.

### Schweiz
Ein Hotel in Opfikon sagte den für den 12. März 2017 geplanten Auftritt von Mevlüt Çavuşoğlu wegen Sicherheitsbedenken ab. Der Bund lehnte die Aufforderung der Zürcher Kantonsregierung ab, den Auftritt zu verbieten.
Der AKP-Funktionär Hursit Yildirim plante in Zürich aufzutreten, wo ein Raum für ein angebliches Familienfest angemietet wurde, die städtische Liegenschaftsverwaltung nach Kenntnis des Hintergrunds den Auftritt jedoch verhinderte. Ein daraufhin in Spreitenbach geplanter Auftritt wurde von der Aargauer Polizei untersagt. Danach fand in Opfikon beim türkischen Unternehmerverband MÜSİAD ein nichtöffentlicher Auftritt statt.

#### Schlagzeile „Stimmt ‚Nein‘ zu Erdoğans Diktatur!“
Am 13. März 2017 titelte die auflagenstärkste Schweizer Tageszeitung Blick mit der Abstimmungsempfehlung „Erdoğan'ın diktatörlüğüne HAYIR oyu kullanın!“ („Stimmt Nein zu Erdoğans Diktatur!“), was in den sozialen Medien der Türkei für Aufregung und Nazi-Vergleiche sorgte.